# مسلم بن يسار المصري
مسلم بن يسار المصري هو مسلم بن يسار المصري الطنبذي وطنبذ قرية من قرى مصر، وكنيته: أبو عثمان.
رضيع الخليفة عبد الملك، تابعي من رواة الحديث وهو قليل الحديث صدوق قال الدارقطني: يعتبر به. حدث عن أبي هريرة وابن عمر. وحدث عنه بكر بن عمرو والمعافري وأبو هانئ حميد بن هانئ وعبد الرحمن بن زياد الإفريقي وغيرهم.